# Haute qualité environnementale
Cet article concerne la marque française « Haute qualité environnementale ». Pour les autres démarches architecturales soucieuses de l'environnement, voir Écoconstruction.
 (juillet 2011).
Si vous disposez d'ouvrages ou d'articles de référence ou si vous connaissez des sites web de qualité traitant du thème abordé ici, merci de compléter l'article en donnant les références utiles à sa vérifiabilité et en les liant à la section « Notes et références ».

La qualité environnementale d'une construction vise généralement à prendre en compte les trois « piliers » et enjeux du développement durable (environnementaux, sociaux et économiques) durant le cycle de vie du bâtiment.

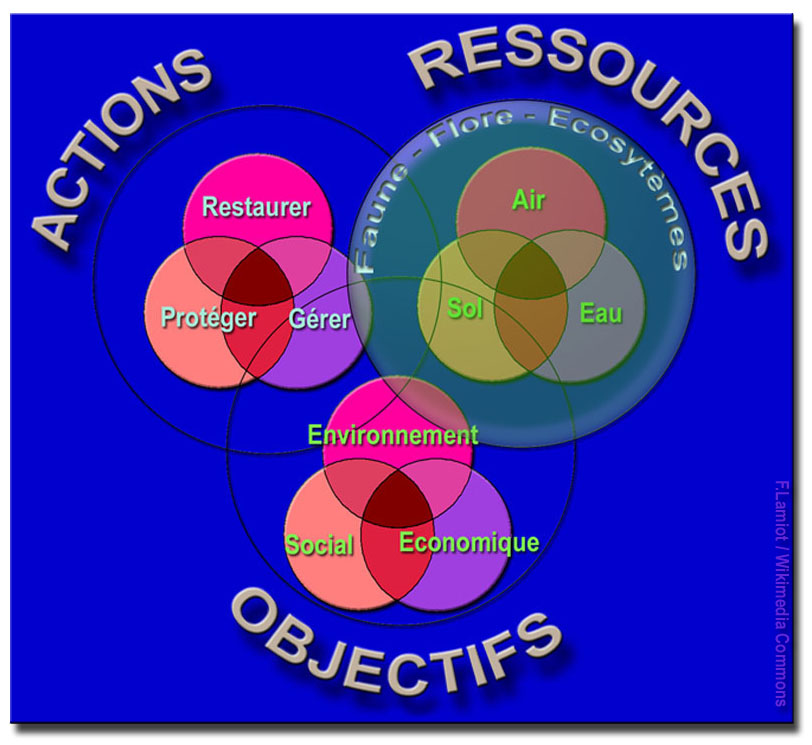
Les ressources naturelles, minérales et vivantes sont — selon les cas — pas, peu, difficilement, coûteusement ou lentement renouvelables. L'architecte dans ce cadre cherche à les économiser et éventuellement à compenser ses impacts.

La haute qualité environnementale (HQE) est un concept environnemental français datant de 2004, enregistré comme marque commerciale et accompagné d'une certification « NF Ouvrage Démarche HQE » par l'AFNOR, qui concerne le bâtiment. Il vise « à limiter à court et à long terme les impacts environnementaux d’une opération de construction ou de réhabilitation, tout en assurant aux occupants des conditions de vie saine et confortable ».
La HQE est inspirée du label haute performance énergétique auquel il ajoute une dimension sanitaire, hydrologique et végétale. La démarche pour l'obtention de la certification peut être effectuée par l'association HQE, association française reconnue d'utilité publique en 2004.
C'est une initiative associative d'origine privée, fondée sur un référentiel de quatorze cibles, qui peut être intégrée dans les offres d'architecture et d'ingénierie visant à améliorer la conception ou la rénovation des bâtiments et des villes, en limitant le plus possible leur impact environnemental néfaste. Concernant le volet énergie, ces démarches qualitatives tentent de surenchérir et de se substituer aux labels officiels haute performance énergétique (HPE).
Contrairement aux labels publics français haute performance énergétique (HPE, HPE-EnR, HPE-2009) ou Bâtiment de basse consommation (BBC), la locution haute qualité environnementale (HQE) a fait l'objet d'un dépôt de marque commerciale par l'association HQE. En 2016, l'Association HQE et GBC-France (membre français du World GBC) fusionnent et deviennent l'Association HQE-France GBC. 
La démarche HQE étant critiquée pour son manque de lisibilité et sa défense des intérêts commerciaux des industriels : l'association est dirigée par des représentants de l'industrie du bâtiment, elle adhère au syndicat des fabricants de produits de construction (l'AIMCC). Certains professionnels lui préfèrent la méthode britannique BREEAM, la démarche Bâtiments durables méditerranéens et/ou des processus de conception liés aux labels publics français. 

## HQE et normalisation
La « haute qualité environnementale » n'est pas une somme de normes, mais un ensemble d'objectifs (visant à approcher ou atteindre des « cibles ») posés au moment de la conception. Diverses normes visent certains des objectifs qui sont aussi ceux de la démarche environnementale appliquée à l'architecture. En particulier, en 2011, l'AFNOR a produit une nouvelle norme (NF EN 15643-1, rédigée par le comité technique CEN/TC 350 du Comité européen de normalisation) pour les ouvrages de construction visant l'évaluation de la contribution des ouvrages de construction au développement durable (via les performances environnementales, sociales et économiques). Cette norme est conçue pour le bâtiment entier ou l'un de ses éléments. Six autres normes sont prévues pour 2011 et 2012, portant notamment sur les méthodes de calculs (projet de norme EN 15978).

### Principes
La Haute Qualité Environnementale est une démarche de qualité, qui vise un meilleur confort dans la construction et l'usage du bâti.
Elle est basée sur une approche du « coût global » (financier et environnemental) d'un projet ; de sa conception à sa fin de vie, en comprenant idéalement au moins un bilan énergétique, bilan carbone, et une analyse du cycle de vie et d'entretien et de renouvellement des éléments bâtis en jeu.
Deux principes sous-tendent l'approche HQE.
1. La construction, l'entretien et l'usage de tout bâtiment induisent un impact sur l'environnement, et donc un coût global, que la HQE tentera de réduire ou compenser, au-delà de ce que demande la loi (en France aujourd'hui pour au minimum 7 cibles obligatoires sur 14) et en visant la performance maximale pour au moins trois cibles dites "prioritaires". L'économie d'un projet de construction HQE est donc appréhendée sous l'angle du coût global ; elle tient compte à la fois de l'investissement et du fonctionnement.
2. Le principe des cibles : Il est lié à la démarche qualité ; la cible est atteinte si dans le domaine concerné, le niveau relatif de performance est égal à celui du meilleur projet connu au même moment. Après de longs débats, l'association HQE a admis que toutes les cibles pouvaient ne pas être traitées en visant le maximum de performance, ce qui aurait, pour des raisons de coût initial, mis la HQE hors de portée des petits budgets.

La démarche peut et doit être adaptée à chaque projet – dès la conception, en étudiant si possible soigneusement le choix du lieu. Il est nécessaire de travailler avec un écologue et pourquoi pas avec un psychosociologue - car la HQE s’intéresse aux besoins et fonctions du vivant, s’appuie sur la biodiversité, et doit intégrer les atouts et contraintes liés au contexte (dont le contexte humain, social, etc.) ; autant d’éléments qui varient toujours selon le lieu, l’époque et les caractéristiques du projet.
Certains effets de seuils et d'échelle sont plus facilement atteints à l'échelle de quartiers qui peuvent être urbanisés en suivant ces principes, avec des modalités variant selon l'échelle d'action considérée (voir les notions d'écoquartier, écovillage, ou encore écoville utilisée en Chine).

### Quatorze cibles
La démarche HQE comprend 14 cibles (détaillées dans le référentiel « Qualité environnementale du bâtiment ») :
Cibles d’écoconstruction
- C1. Relations harmonieuses du bâtiment avec son environnement immédiat
- C2. Choix intégré des produits, systèmes et procédés de construction
- C3. Chantier à faibles nuisances

Cibles d'éco-gestion
- C4. Gestion de l’énergie
- C5. Gestion de l’eau
- C6. Gestion des déchets d'activités
- C7. Gestion de l’entretien et de la maintenance

Cibles de Confort
- C8. Confort hygrothermique
- C9. Confort acoustique
- C10. Confort visuel
- C11. Confort olfactif

Cibles de Santé
- C12. Qualité sanitaire des espaces
- C13. Qualité sanitaire de l’air
- C14. Qualité sanitaire de l’eau

Pour respecter la « Démarche HQE », le bâtiment doit atteindre au minimum :
- 7 cibles au niveau de base
- 4 cibles supplémentaires (soit 11 cibles) au niveau performant
- 3 cibles supplémentaires (soit 14 cibles) au niveau très performant

### Une15ecible?
La démarche HQE contient seulement 14 cibles, cependant, l'idée d'une 15e cible complémentaire autour des problématiques de biodiversité est apparue. En particulier, dans les bâtiments respectant la norme HQE, la volonté de biodiversité est omniprésente.

## Acteurs
En France, la démarche HQE a donné naissance à une marque déposée par l’Association HQE. Plusieurs organismes contribuent à en structurer la démarche et à en faire la promotion : l’Association HQE, le Centre scientifique et technique du bâtiment, et l'association Qualitel, notamment Cerqual pour le logement.
Ces organismes ont mis en place un système de certification visant à la délivrance du certificat du droit d'usage de la marque « NF Bâtiments Tertiaires - Démarche HQE ». Cette certification s’appuie sur un référentiel technique en deux volets : le système de management de l’opération (SMO) et la qualité environnementale du bâtiment (QEB).

## Évaluation
Diverses évaluations ont été mises en œuvre depuis la fin des années 1990.
Un retour d'expérience sur les bâtiments neufs a été publié en 2012 par l'association HQE, l'Ademe, le Centre scientifique et technique du bâtiment et le MEDDTL (test de performance environnementale au regard de l’analyse du cycle de vie et de la qualité de l'air intérieur, lancé fin 2010 sur 74 bâtiments (nouveaux) "basse consommation", sur la base de la Norme expérimentale XP P01-020-3.
L'ensemble testé correspond à 20 maisons, 19 immeubles de 800 appartements), 21 bâtiments de bureaux et 14 bâtiments commerciaux ou d’enseignement (300 000 m2 de surface tertiaire). Le test a été fait avec le logiciel Élodie du CSTB.
- La consommation moyenne d'énergie était de 234 kWh/m2/an (dont 30 % pour la consommation énergétique réglementée (chauffage, climatisation, eau chaude sanitaire, éclairage et auxiliaires), 51 % pour la consommation énergétique non réglementée et 19 % pour les produits & équipements (énergie grise). Il a confirmé l'importance (56 % de la consommation énergétique totale) des usages non réglementés et de l'énergie grise), surtout dans le tertiaire. Ceci est souvent non pris en compte[9] puisque dépendant en grande partie de l'usager.
- Les émissions de gaz à effet de serre (en CO2/m2/an) étaient de 15,6 kgeqCO2/m2/an (moyenne) pour cette étude. 0,7 kgeqCO2/m2/an provenaient de la consommation d"eau et 2,2 kgeqCO2/m2/an des rejets induits par la "consommation énergétique non réglementée". 4 kgeqCO2/m2/an venaient pour la consommation énergétique réglementée[9]. 8,7 kgeqCO2/m2/an étaient émis par les produits et équipements. Les bâtiments tertiaires émettaient le plus d'équivalent CO2 avec 22,2 kgeqCO2/m2/an[9].
- Les déchets proviennent surtout de la construction/déconstruction et sont estimés à 25,4 kg/m2/an (moyenne)[9].
- La consommation moyenne d'eau était de 1 767 l/m2/an dans les maisons individuelles, de 799 l/m2/an dans le tertiaire et de 690 l/m2/an dans le logement collectif.
- La qualité de l'air mesurée dans le « bâtiment neuf à réception » [10] était conforme aux normes ou valeurs sanitaires recommandées, sauf pour le formaldéhyde (valeur cible de « très bonne qualité » : 10 µg/m3 jamais atteinte)[9]. Les mesures ont confirmé les fortes variations de qualité de l'air selon les pièces d'un même bâtiment[9].

## Évolutions, perspectives
De nombreuses évolutions de la norme sont envisagées :
- une certification : le 1er mai 2006, l’activité de certification des acteurs et des ouvrages de construction initiée au sein du Centre scientifique et technique du bâtiment (CSTB) est transférée à une filiale, Certivea qui conçoit, développe et réalise des prestations de certification d’acteurs et d’ouvrage de construction ;
- des routes HQE : en France, avec l'assistance du CSTB et d'autres acteurs, le conseil général du Nord a mis en place en 2005-2006 un groupe de travail sur ce thème ;
- des installations sportives HQE : les Jeux olympiques souhaitent minimiser leur impact environnemental, notamment par des approches de ce type. En France, la HQE diffuse peu à peu dans ce milieu [11]. 
Après test sur 9 pilotes, et alors que la HQE (haute qualité environnementale) se développe dans plusieurs domaines du sport ;et une certification HQE peut depuis mi-2012 même être attribuée à des piscines et centres aquatiques via le label NF Équipements Sportifs –Démarche HQE™[12] ;
- une quinzième cible HQE : un début de réflexion existe depuis 2004 avec notamment la direction Environnement du conseil régional du Nord-Pas-de-Calais sur le thème d'une quinzième cible HQE visant une meilleure intégration de la biodiversité. Cette cible intégrerait aussi et plus largement l'idée de « remboursement de la dette écologique » (du bâti et de ses habitants ou usagers) ;
- la pollution lumineuse : l'Ademe a mis en place fin 2005 une formation sur la maîtrise de la demande en électricité, concernant l'éclairage et intégrant les aspects dits de pollution lumineuse, alors que l'Association française des éclairagistes (AFE) publiait son premier guide sur les « nuisances lumineuses » ; autant d'éléments qui pourront aider à une meilleure prise en compte de ces facteurs, en particulier pour l'éclairage extérieur qui prend une importance croissante. Le Grenelle de l'environnement a retenu ce thème comme important, et la Loi Grenelle II consacre un article aux nuisances lumineuses.

### Pistes d'amélioration et de réflexion

#### Choix du lieu d'implantation
Ce choix échappe généralement à l'architecte, voire au prescripteur. On peut regretter que certains sites à vocation HQE soient éloignés des réseaux de transport en commun, construits en zone inondable ou qu'ils contribuent à fragmenter les écosystèmes. Comment encourager le maître d'ouvrage à localiser de manière écologiquement cohérente le bâti et les infrastructures le desservant, en tenant compte du contexte écologique, paysager, urbain, socioéconomique, et de manière à minimiser les flux, les distances de déplacement (et la consommation d’énergie et les sources de pollutions et nuisances y afférentes ?… Encourager l'intégration très en amont de la HQE à l'échelle des Pays, des Agglomérations, par ex dans le cadre d’un Agenda 21, d’un SCOT (Schéma de COhérence Territoriale en France) est une des pistes développées mi 2007 par le Grenelle de l'environnement (Atelier 1).

#### Intégration du vivant (faune et flore)
Il est approché pour des raisons esthétiques, mais il est nécessaire pour des raisons éthiques et fonctionnelles (voir quinzième cible HQE). Il est trop souvent limité au végétal. Les équilibres écologiques nécessitent la présence d'une faune minimale. Les pollinisateurs, les insectivores méritent une attention particulière. l'éclairage nocturne ne doit pas les perturber, etc. Ils devraient trouver place :
- dans le bâti extérieur (enveloppe, cours intérieures, fondations, surplombs, etc., dans un esprit proche du concept de maison-nichoir),
- dans certains espaces tampons, pour certaines espèces (type véranda, jardin d’hiver, dans la mesure du possible planté dans le sol naturel),
- dans certains espaces intérieurs (ex : système d’épuration de l’air, des eaux usées utilisant les plantes comme Phyt'air, les algues, mais aussi les bactéries et d’autres organismes aquatiques), avec les précautions et le suivi qui s'imposent. L'ADEME considère que l'argument « plantes dépolluantes » n'est pas validé scientifiquement au regard des niveaux de pollution généralement rencontrés dans les habitations et des nouvelles connaissances scientifiques dans le domaine[13].
- en prévoyant des niches écologiques pour les espèces potentiellement présentes après que l’environnement se sera amélioré et non pour les seules espèces présentes au moment de la réalisation de l’état initial ou du profil environnemental.

Les principes de l'intégration de la biodiversité dans l'environnement humain (structure bâtie et non bâtie) sont résumés dans l'article biodiversité dans le bâti et le jardin.

#### Développement de fonctions compensatoires et restauratoires
Ces deux fonctions sont nécessaires à un objectif de « remboursement de la dette écologique ». Le bâtiment et ses occupants ne devraient-ils pas produire plus d’oxygène qu’ils n’en consomment, et rejeter de l’eau et de l’air aussi ou plus propres que ce qu’ils auront prélevé dans le milieu ? Leurs déchets organiques et ceux des espaces verts ne devraient-ils pas systématiquement contribuer à restaurer les écosystèmes (quand cela ne pose pas de problème sanitaire) ?
Ceci implique d'inscrire le bâti dans un réseau écologique fonctionnel (maillage de corridors biologiques à créer, restaurer, préserver, puis gérer (gestion écologique et restauratoire, donc différentiée). Des niches écologiques compensatoires pourraient tendre à effacer l’empreinte écologique des aménagements et de leur fonctionnement. La mesure de l’empreinte écologique, qui est nécessaire à l'évaluation de la dette écologique.

## Commissionnement
Les espaces verts et le génie climatique demandent un travail d'entretien durable et important. Un acteur peut être missionné pour l'assurer, on parle alors parfois de « performanciel », d'« exigenciel » et de « commissionnement »,.
Pour la FFB et l'Ademe, le commissionnement  est défini comme « ensemble de tâches pour mener à terme une installation neuve afin qu’elle atteigne le niveau des performances contractuelles et créer les conditions pour les maintenir ; mettre à disposition des clients et/ou des usagers la documentation et les instructions d’utilisation et de maintenance, incluant l’initiation ou même la formation des intervenants ».

## Critiques
Rudy Ricciotti, en recevant le Grand prix national de l'architecture en janvier 2006, a prononcé un réquisitoire virulent contre la HQE, dans lequel il critique « la fourrure verte, futur opium de l'urbain ». Il est d'ailleurs auteur d'un livre sur le fameux sigle (H.Q.E, réédité en 2009 sous le nom HQE : les renards du temple). Selon Rudy Ricciotti, « il y a lieu en urgence d'engager une réflexion critique autour de la question environnementale et les conséquences de la doctrine HQE et des normes sur les économies d'énergie ». La HQE serait un « impensé politique » permettant de générer du profit sur le dos de l'environnement grâce à la mode de l'écologie, tout en continuant à blesser la planète d'une manière différente. Elle aurait également pour conséquence une surconsommation de matériaux et un enlaidissement du paysage architectural.
D'autres critiques visent la proximité de la méthode avec les intérêts de l'AIMCC, le propriétaire de la marque HQE (l'association HQE est dirigée par des représentants de l'industrie du bâtiment). Le manque de lisibilité découle de cette configuration. En effet, le « piano » HQE ne permet pas de comparer deux bâtiments certifiés.
Plus précisément – et au-delà de la démarche pamphlétaire de Ricciotti – le Conseil national de l'ordre des architectes a développé une autre réflexion critique. Celle-ci vise à dépasser l'approche HQE principalement environnementale (négligeant certains aspects importants du développement durable) par une innovation architecturale globale. Elle ne vise plus un seul pilier du développement durable, mais ses 4 piliers : le social, l'économique, l'environnemental et le culturel.

## En France
Le Certivéa, filiale du Centre scientifique et technique du bâtiment, est devenu certificateur pour six labels (en 2016) qui ne couvrent généralement qu'une partie des 14 ou 15 cibles de la HQE : HQE Aménagement, HQE Infrastructures, NF HQE tertiaire, NF HQE équipements sportifs, NF HQE Bâtiment tertiaire Haute Performance Énergétique et NF HQE Bâtiments Tertiaires en exploitation. Selon les cas le certificat peut ou non porter sur des opérations de rénovation.

### Dans le secteur tertiaire
Le Baromètre de la certification environnementale livre chaque année une photographie fine et objective du marché français de l’immobilier tertiaire, en construction, rénovation et exploitation, sous le prisme des trois certifications internationales de référence : HQE, BREEAM et LEED.
Certivéa a certifié plus de 1 620 bâtiments tertiaires de 2006 à 2015 (près de 18,1 millions de mètres carrés de bureaux, locaux commerciaux ou lieux d'enseignement, à 77 % privés). La surface certifiée par an augmente régulièrement ; (+9,1 % pour le nombre de bâtiments certifiés en 2015, et +8,3 % pour la surface certifiée NF HQE ; +1,37 million de mètres carrés supplémentaires). Sans surprise, en raison de sa densité en bâtiments tertiaires, l'Île-de-France détient le plus grand nombre de bâtiments certifiés (862 bâtiments, 11,5 millions de mètres carrés, soit une moyenne de 0,96 m2 par habitant) mais elle ne domine pas en matière de qualité des ouvrages. Vient ensuite le Nord-Pas-de-Calais-Picardie (128 bâtiments, 957 000 m2), l'Auvergne-Rhône-Alpes (110 bâtiments, 1,1 million de mètres carrés, puis l'Aquitaine-Limousin-Poitou-Charentes (97 bâtiments, 639 000 m2) et le Languedoc-Roussillon-Midi-Pyrénées (90 bâtiments, 804 000 m2). Ces bâtiments consomment en moyenne 12 % d’énergie de moins que leurs homologues non-certifiés HQE.
Certivéa a constaté que la performance énergétique de ces bâtiments est plus élevée en Auvergne-Rhône-Alpes et dans les Pays de la Loire. De même ils respectent plus l’environnement en Pays de la Loire et en Auvergne-Rhône-Alpes qu’en Île-de-France. La qualité de vie des usagers (santé, confort) semble être de plus en plus prise en compte par les propriétaires et bailleurs. Les régions en retard seraient la Provence-Alpes-Côte d'Azur, la Bourgogne-Franche-Comté et Normandie.